# Victor Stoichiță
Victor Ieronim Stoichiță (Bucarest, Rumania, 13 de junio de 1949) es historiador y crítico de arte. Es, desde 1991, catedrático de Historia del Arte Moderno y Contemporáneo en la Universidad de Friburgo, en Suiza. Sus intereses incluyen la hermenéutica y la antropología de la imagen, con especial énfasis en el arte italiano y español. Estudió historia del arte en Roma, París y Múnich. 
Ha sido profesor visitante en varias instituciones de educación superior, incluidas las universidades de Madrid (Carlos III), la Universidad Hebrea de Jerusalén, Harvard, Göttingen, Frankfurt, Santiago de Chile, en la Scuola di Studi Umanistici de Bolonia, École des Hautes Études en Sciences Sociales de París y el Collège de France. Fue miembro del Wissenschaftskolleg de Berlín, profesor Rudolf Wittkower en el Instituto Max Planck de Roma, Visiting Scholar en el Getty Research Institute (Los Ángeles), Instituto de Estudios Avanzados de Princeton y el Centro de Estudios Avanzados en Artes Visuales (Washington D. C.). 
Ha dado numerosas conferencias en diversos museos como el Louvre, el Prado, el Instituto de Arte de Chicago, el Museo Guggenheim de Bilbao, la Alte Pinakothek de Múnich y el Museo de Bellas Artes de México. 
Tras emigrar en 1982 a Alemania, se interesó especialmente por el arte español y sus problemas hermenéuticos. Sus libros proponen nuevos puntos de vista y de investigación que contribuyen a esclarecer el lugar que ocupa la pintura española en el contexto europeo y en la cultura y espiritualidad occidentales. Aparte de sus numerosos artículos y conferencias, ha publicado varios libros, algunos junto con Anna María Coderch.

## Obras
Algunas obras editadas en español son:
- Victor I. Stoichiță (1996). El ojo místico: pintura y visión religiosa en el Siglo de Oro español. Alianza Editorial. ISBN 978-84-206-7139-0.
- Victor I. Stoichiță, Anna María Coderch (1999). Breve historia de la sombra (2ª edición). Siruela. ISBN 9788478444397.
- Victor I. Stoichiță, Anna María Coderch (2000). El último carnaval: un ensayo sobre Goya. Siruela. ISBN 9788478445325.
- Victor I. Stoichiță (2001). La invención del cuadro: arte, artífices y artificios en los orígenes de la pintura europea. Ediciones del Serbal. ISBN 9788476282939.
- Victor I. Stoichiță (2005). Ver y no ver: la tematización de la mirada en la pintura impresionista. Siruela. ISBN 9788478448661.
- Victor I. Stoichiță (2006). Simulacros: el efecto Pigmalión: de Ovidio a Hitchcock. Siruela. ISBN 9788478449408.
- Victor I. Stoichiță (2009). Como saborear un cuadro. Y otros estudios de historia del arte. Grupo Anaya Comercial. ISBN 9788437626109.

Entre sus últimas obras traducidas a varias lenguas figuran:
- L’instauration du Tableau. Métapeinture à l’aube des Temps Modernes (París, 1993, nueva edición Genève, 1999)
- Visionary Experience In the Golden Age of Spanish Art. London: Reaktion Books, 1995, 224 с. ISBN 978-0-948462-75-7
- Brève histoire de l’ombre (Londres, 1997 ; Genève, 2000)
- Goya. The Last Carnival (en colaboración con Anna Maria Coderch), (Londres, 1999)
- The Pygmalion Effect (Chicago, 2008).